# Electric President
Electric President – grupa muzyczna założona w 2003 roku w Jacksonville na Florydzie. Zespół został założony przez Bena Coopera oraz Alexa Kane. Później dołączył do nich również Nick Teeling.

## Albumy
- You Have the Right to Remain Awesome (2004)
- S/T (24 stycznia 2006, Morr Music)
- You Have the Right to Remain Awesome: Volume 1 7" (29 czerwca 2006, Morr Music)
- You Have the Right to Remain Awesome: Volume 2 7" (29 czerwca 2006, Morr Music)
- Sleep Well (24 czerwca 2008, Morr Music)
- The Violent Blue (23 lutego 2010, Fake Four Inc.)